# 효녀 청이
효녀 청이는 1972년 공개된 대한민국의 영화이다.

## 배역
- 윤정희 : 심청 역
- 김성원
- 신성일
- 최은희
- 도금봉
- 이경희
- 최성호
- 정애란
- 송미남
- 김웅
- 조덕성
- 주일몽

## 수상
- 1973년 제10회 청룡영화상
  - 여우주연상 - 윤정희